# Woolwich
Woolwich ([ˈwʊlɪtʃ] oppure [ˈwʊlɪdʒ]) è un quartiere situato a sud-est di Londra, nel borgo reale di Greenwich. Si trova lungo il lato meridionale del fiume Tamigi, benché la piccola exclave di North Woolwich, oggi appartenente al borgo londinese di Newham, sia collocata sul lato settentrionale del fiume.
È conosciuto per essere un punto di attraversamento del fiume, potendo mettere a disposizione un traghetto detto Woolwich Ferry (e il meno conosciuto tunnel pedonale) per North Woolwich, e per essere stato sede della Woolwich Building Society (che oggi sorge a Bexleyheath e appartiene alla Barclays plc).
Vi si trova anche il Royal Arsenal, ex fabbrica di armi da cui trasse il nome l'Arsenal.

## Geografia
Woolwich sorge sulla riva destra del Tamigi, 13,7 km ad est da Charing Cross, nel centro di Londra.

## Storia
Per un millennio Woolwich fu una parrocchia del Kent nella diocesi di Rochester. Parte della centena di Blackheath, fu solo con la costituzione del Metropolitan Board of Works che venne coinvolta nelle vicende della capitale. Con la riforma amministrativa del 1900 della Contea di Londra, creata undici anni prima, il borgo metropolitano di Woolwich annesse Eltham e Plumstead, mentre nel 1965 trovò la sua attuale collocazione nel borgo londinese di Greenwich.
Woolwich fu molto colpita dalle rivolte del 2011, con molti negozi saccheggiati e molti edifici incendiati, di cui 2 furono completamente demoliti, tra cui il centralissimo pub The Great Harry, poi completamente ricostruito e oggi aperto.
Il 22 maggio 2013, Woolwich è stato scena di un brutale assassinio: due uomini, sospetti terroristi musulmani, armati di machete e mannaie, hanno ucciso un soldato del Royal Arsenal, Lee Rigby, in una strada del distretto, dopo aver urlato "Allahu akbar". I due assassini sono stati colpiti dalla polizia e trasportati in ospedale. L'omicidio è stato descritto da David Cameron, il primo ministro britannico, come "davvero sconvolgente" e "il delitto più spaventoso, una cosa mai successa prima".

## Monumenti e luoghi d'interesse
- Chiesa di Santa Maria Maddalena, costruita nella prima metà del XVIII secolo;
- St George's Garrison Church, rovine di una chiesa del XIX secolo danneggiata durante la Seconda Guerra Mondiale.
- Ex-municipio, costruito nella prima metà del XIX secolo;
- Resti del Woolwich Dockyard, un cantiere navale attivo tra il XVI ed il XIX secolo;
- Royal Arsenal, un tempo principale arsenale del Regno Unito, è stato dismesso e poi riconvertito in un polo museale e culturale.

## Infrastrutture e trasporti

### Ferrovie
Woolwich è servita dalle stazioni ferroviarie di Woolwich Arsenal e Woolwich Dockyard. Nel 2022 è stata aperta al traffico anche la nuova stazione di Woolwich, posta lungo la Crossrail.

## Sport
Qui nacque l'Arsenal FC, ma da oltre un secolo la società si è trasferita a Londra Nord. Comunque rimane il cannone a simboleggiare che si tratta di una società nata con gli operai del Royal Arsenal di Woolwich.